# Andropogon textilis
Andropogon textilis är en gräsart som beskrevs av Alfred Barton Rendle. Andropogon textilis ingår i släktet Andropogon och familjen gräs. Inga underarter finns listade i Catalogue of Life.